# 異世界酒場六重奏
《異世界酒場六重奏》是qureate開發的戀愛冒險遊戲三部曲，遊戲先後於任天堂Switch和Steam發佈，2022年3月18日改編漫畫在網絡漫畫平台《Comic NOVA》上連載，同名小說在2023年4月14日出版。故事講述在女僕咖啡廳工作的主人公穿越到異世界，幫助少女露比娜絲振興落敗酒館「迷途之羊」，並成為酒館的主廚。

## 遊戲系統
《異世界酒場六重奏》採取戀愛冒險的遊玩方式，玩家扮演的遊戲中的主人公和六位女性成為戀愛關係。玩家遊玩時需要閱覽屏幕上所顯示的文本以了解故事情節和人物之間的對話，這些文字會與人物的立繪和背景一同出现，用以表示對話的對象。角色立繪使用了E-mote技術，會隨著對話進行作出相應的表情和動作。在部分場景中會遇見代替背景和人物立繪的電腦圖像。遊戲中會在預設的段落中出現行為選項供玩家選擇，下一段文本在做出選擇前並不能夠顯示。所有選項都會走向後宮結局，只是會有一些劇情上的分歧。遊戲三部曲都使用同一批素材和角色，在第三部中qureate另一個作品的角色也會登場客串。

## 故事簡介
在女僕咖啡廳廚房工作的主人公，在一次下班時穿越到異世界。主人公在茫然中遭到魔物襲擊，幸好路過的露比娜絲出手相救。露比娜絲是經營困難的酒館「迷途之羊」的店長，為了報恩和收集回到原本世界的情報，主人公決定幫助露比娜絲振興酒館並成為酒館的主廚。主人公利用他的料理知識，推出了不少受歡迎的菜餚讓酒館重新熱鬧起來，面對垂涎露比娜絲美色的貴族，主人公的挺身而出也贏得了露比娜絲的好感。原本猜忌主人公的酒館店員黛西也漸漸喜歡上主人公。二女熱戀中的改變引起了酒館常客劍士塔莉亞的關注，她向主人公請教任何變得更具女人味以誘騙附近專門襲擊婦孺的魔物。為此她擔任酒館服務員學習招待工作，她的夥伴魔女貝蘿妮卡則在一旁陪同。之後主人公和兩人在一次採集行動中遇到魔物的襲擊，期間主人公為了保護塔莉亞而受傷，三人撤回酒館，主人公在修女普羅莉雅的幫助下才恢復健康。主人公的英勇表現讓塔莉亞傾心，她向康復的主人公袒露心聲，她的摯友艾比在魔王討伐戰中被殺，她現在是為了復仇去狩獵魔物。她不願再看到珍視的人離去，主人公答應不再魯莽行事並接受了她的告白。數日後，貝蘿妮卡藉著帶主人公去溫泉療養的機會，也向主人公坦白自己的秘密，她與艾比曾是戰友，艾比在一次與魔王部下巴薩羅的對戰中斷後身死，她一直為此事自責，假裝偶遇塔莉亞與之同行也是因為艾比的關係。之前襲擊的魔物正是巴薩羅，她打算私下再與之一戰，此戰兇險，為了不留下遺憾，她向有好感的主人公獻身。不料暗中跟蹤兩人的塔莉亞偷聽到隻言片語，誤會貝蘿妮卡是殺害艾比的兇手，兩人在野外一輪大戰還吸引了巴薩羅到來。巴薩羅嘲諷了對戰的兩人，塔莉亞也解開了誤會與貝蘿妮卡合力擊殺了巴薩羅。戰勝巴薩羅的消息傳到奧魯多瓦魯國的王都，三人被奉為英雄獲得國王派出使者召見，三人婉拒了使者。
不日，酒館的對家店員杏來訪，主人公驚覺對方是原本世界的同事，原來兩人都在差不多的時間來到異世界。杏表示想再度與主人公一起工作，並轉職到迷途之羊，她對主人公與露比娜絲等人的親密關係表現得很不滿。與此同時，主人公為了報答普羅莉雅的救命之恩，開始免費提供創新的甜品給她品嘗。一天杏遲遲未來上班，普羅莉雅使用魔法發現杏可能被人拐賣，聯想到最近杏和某些顧客發生衝突，主人公決定到城外尋找杏的蹤跡。最後主人公救下了杏，杏事後表白自己一直暗戀主人公，只是礙於性格無法坦率，主人公也接受了杏。不久國王使者再次邀請主人公等人前往王都，普羅莉雅恰逢要前往王都，主人公決定同行，並打算在王都打聽回到原本世界的情報。精通古代魔法的普羅莉雅在王都圖書館找到了傳送魔法，兩人在旅途中也成為戀人。故事結局根據玩家最後的選擇有會有分歧，主人公等人使用傳送魔法時會與杏、普羅莉雅或者孤身一人回到原本世界一段時間，之後兩地建立了穩定的傳送通道，主人公在處理完原本世界的事情後移居異世界，並且和露比娜絲等人一起生活。

## 登場角色
主人公
角色由玩家命名。女僕咖啡廳的廚師，穿越到異世界後在酒館「迷途之羊」擔任主廚。
露比娜絲（聲：野原裕香）
第一部女主角，酒館迷途之羊的店長，是前任店長的獨生女。她糟糕的料理技術導致酒館的衰敗。
黛西（聲：甘束真央）
第一部的女主角，酒館迷途之羊的店員。由於貓女的身份遭到歧視，在露比娜絲的幫助下在酒館打工，因此很尊重露比娜絲。
塔莉亞（聲：力丸乃梨子）
第二部的女主角，為了替朋友報仇而遊歷的劍士，跟隨魔物的消息來到了迷途之羊所在的城市。
貝蘿妮卡（聲：立石惠）
第二部的女主角，與塔莉亞結伴而行的魔法師。
普羅莉雅（聲：瑞森柚子）
第三部的女主角，尤拉希爾皇國派遣到奧魯多瓦魯王國幫助消滅魔物的修女。
杏（聲：安田奈緒子）
第三部的女主角，主人公在女僕咖啡廳的同事，咖啡廳的頭牌女僕，工作上經常使喚主人公。

## 開發及發行
《異世界酒場六重奏》由遊戲製作人臼田裕次郎主導遊戲開發，美術及角色設定由乾和音負責，劇本由Linkedbrain Inc.負責，遊戲使用了E-mote技術製作角色立繪。遊戲的任天堂Switch版和個人電腦版均為全年齡，個人電腦版可以通過安裝补丁增加色情場景。
《異世界酒場六重奏》第一部《《異世界酒場六重奏～Vol.1 New World Days～》於2020年11月5日上架任天堂Switch，同年12月15日登陸Steam，露比娜絲和黛西為該作的女主角。第二部《異世界酒場六重奏～Vol.2 Adventurer's Days～》於2021年1月14日上架任天堂Switch，同年2月19日登陸Steam，塔莉亞和貝蘿妮卡為該作的女主角。第三部《異世界酒場六重奏～Vol.3 Postlude Days～》於2021年3月18日上架任天堂Switch，同年5月14日登陸Steam，普羅莉雅和杏為該作的女主角。
遊戲的改編漫畫《異世界酒場六重奏～Another Days～》由jaguchi執筆，作品在2022年3月18日於一二三書房旗下網絡漫畫平台Comic NOVA上連載，單行本在2022年10月20日發售。同名小說於2023年4月14日由ぷちぱら文庫出版。

## 評價及反響

### 評價
作品角色立繪採用E-mote技術獲得評論員正面的評價，Noisy Pixel主編稱讚角色的動畫效果，表情動畫也契合角色語音中的情緒，豐富的表情動畫也讓冗長的對話情節顯得不太沉悶。評論員都留意到遊戲三部曲重用素材的問題，洛佩兹認為開發商這樣做，能集中資源提供高質量的色情場景圖像，同時他在評價作品終章時提到這種做法讓終章缺乏他「所期望的壓軸感」。
角色設計方面，Digitally Downloaded主編表示角色設計平淡無奇，很難留下深刻的印象。指出該作主人公異於qureate先前作品中好色主角的設計，會更注重身邊人的想法。評論員在秋葉原綜研摘文稱作品最大的魅力就是有多個女主角，其中劍士塔莉亞和魔女貝蘿妮卡是典型的漫才組合，一人負責裝傻，一人負責吐槽，除了活躍故事氣氛外，兩人職業也有助強調作品異世界的背景設定。劇情方面，提到遊戲在切割色情內容後，遊戲體驗大打折扣。雖然遊戲也有一條主線，但是大部分的內容都是為了色情內容服務，這導致遊玩期間有不少違和感，此外遊戲的異世界開後宮定位也限制了劇情設計。稱讚首部曲有輕鬆愉快的敘事節奏，塑造的世界觀也有一定吸引力，編劇用普羅莉雅這個角色串聯三部曲，同時普羅莉雅最後的介入劇情也豐富了最終章的內容。他也提到三部作品的結局設計雷同，沒有任何懸念，是典型的後宮結局。
遊戲音樂獲得負面的評價，他批評音樂太煩人，他在遊玩首部曲不久就決定要關掉音樂，他直言遊戲的短板就是音樂。

### 銷量
2023年10月，官方宣佈遊戲全系列銷量超過30萬份。

## 外部連結
- 官方网站 （日語）
- 《異世界酒場六重奏》在視覺小說數據庫的頁面 （英文）
- 改編漫畫（日語）